# (3200) Phaéton
Pour les articles homonymes, voir Phaéton.
(3200) Phaéton, dénommé internationalement (3200) Phaethon et provisoirement 1983 TB, est un astéroïde Apollon. En 2017, il s'agit de l'astéroïde nommé dont l'orbite se rapproche le plus du Soleil, bien qu'il existe de nombreux astéroïdes numérotés — mais non nommés — possédant un périhélie plus faible, tel que (137924) 2000 BD19. Pour cette caractéristique, il a été nommé d'après le mythe grec de Phaéton, fils du dieu du soleil Hélios. Il fait 6 km de diamètre. C'est le corps parent des Géminides, la pluie annuelle de météores de la mi-décembre. Avec un arc d'observation de plus de 30 ans, son orbite est très bien déterminée. Sa distance à la Terre lors de son approche de 2017 était connue avec une précision de ± 40 km.
Phaéton est le premier astéroïde découvert par l'exploitation d'images prises d'un engin spatial. Ses découvreurs, Simon F. Green et John K. Davies ont découvert l'objet sur des images datant du 11 octobre 1983 pour les premières, en cherchant dans les données de l'IRAS (Infrared Astronomical Satellite) des objets en mouvement. Leur découverte a été officiellement annoncée le 14 octobre dans l'IAUC 3878 et la confirmation par l'optique de l'existence de l'objet a été faite par Charles T. Kowal, qui rapporta que l'objet était d'apparence astéroïdale et ne présentait donc pas d'activité cométaire. Sa désignation provisoire est 1983 TB, il a reçu plus tard en 1985 la désignation numérotée et nommée (3200) Phaéton.

## Caractéristiques orbitales

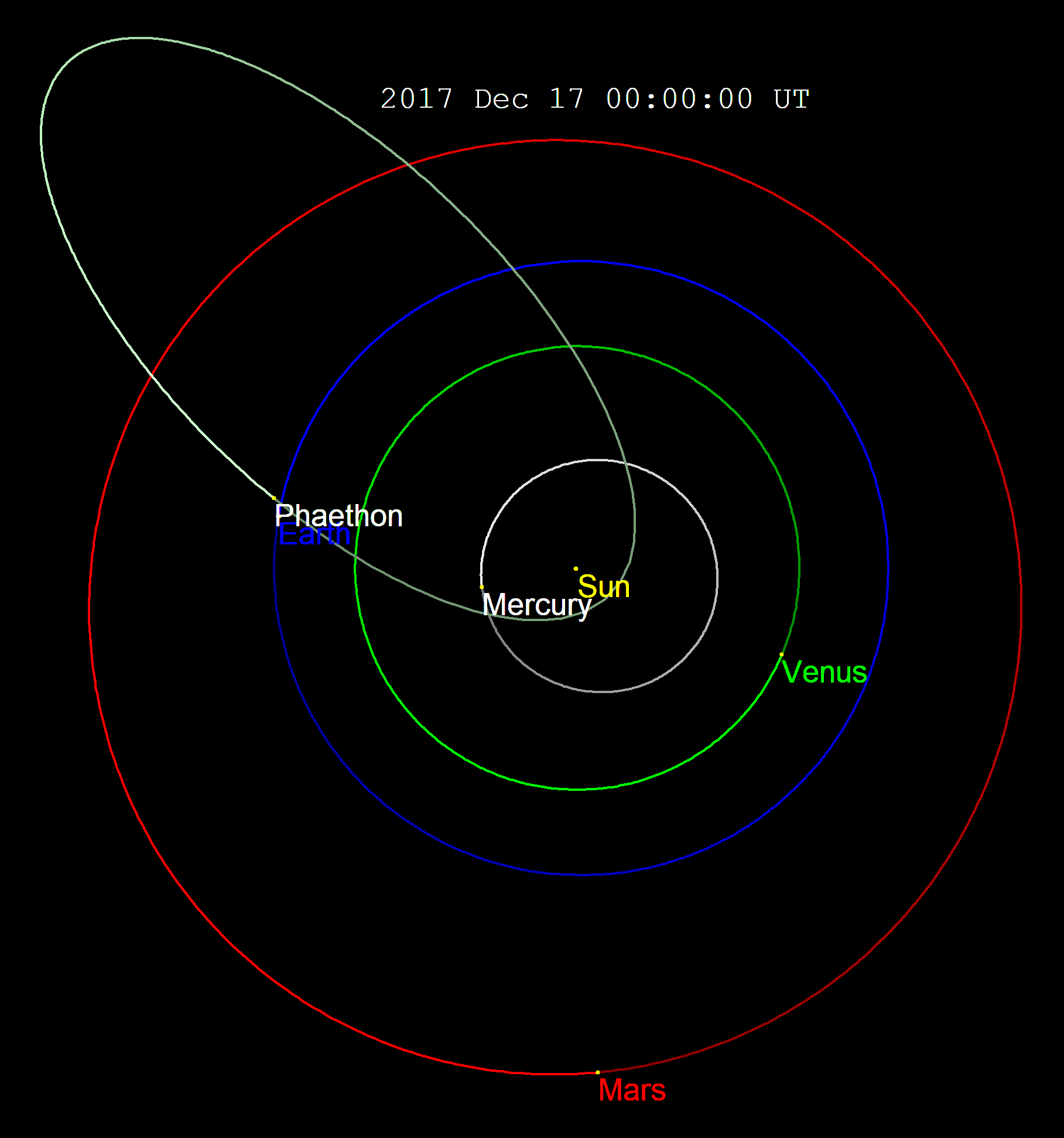
L'orbite elliptique de (3200). Phaéton traverse les orbites de Mars, de la Terre, de Vénus et de Mercure.

L'astéroïde Phaéton est classé comme astéroïde Apollon, car son demi-grand axe orbital est plus grand que celui de la Terre à 1,27 UA (190 millions de km). On le soupçonne également d'appartenir au groupe de Pallas.
Sa caractéristique la plus remarquable est qu'il se rapproche du Soleil plus que tout autre astéroïde nommé : son périhélie n'est que de 0,14 UA (20,9 millions de km, 13,0 millions de mi) - moins de la moitié de la distance du périhélie de Mercure. En raison de son excentricité orbitale élevée, il s'agit d'un objet herméocroiseur, cythérocroiseur, géocroiseur et aréocroiseur. La température de surface au périhélie pourrait atteindre environ 1 025 K (750 °C).
En raison de ses approches fréquentes du Soleil, Phaéton est un candidat potentiel pour la détection des effets de la relativité générale ou d'un aplatissement solaire de son mouvement orbital.

## Astéroïde potentiellement dangereux
Phaéton est classé dans la catégorie des astéroïdes potentiellement dangereux (PHA),, mais cela ne signifie pas qu'il existe une menace à court terme d'un impact avec la Terre. Il s'agit d'un astéroïde potentiellement dangereux du fait de sa taille (magnitude absolue H ≤ 22) et de sa distance minimale d'intersection avec l'orbite terrestre (DMIO ≤ 0,05 UA). La distance minimale d'intersection avec l'orbite terrestre (DMIOT) est de 0,01945 UA (2 910 000 km), définie par la distance la plus courte entre l'orbite de Phaéton et l'orbite de la Terre. Avec un arc d'observation de plus de 30 ans, l'orbite de Phaéton est très bien contrainte avec de très petites incertitudes. Les passages les plus rapprochés de l'objet auprès de la Terre sont bien déterminés pour les 400 prochaines années.

## Caractéristiques physiques
Phaéton est un astéroïde présentant des caractéristiques physiques assez inhabituelles en ce sens que son orbite ressemble davantage à celle d'une comète qu'à celle d'un astéroïde ; il a été nommé pour cette raison « comète rocheuse ». Des études récentes réalisées par le satellite STEREO de la NASA ont permis l'observation de queues de poussière, et en 2010, on a détecté la présence d'éjectats de poussière venant du petit corps. Il est possible que la chaleur du Soleil provoque des fractures semblables à celles que laisse la boue dans un lit de lac asséché.
La composition de Phaéton est fidèle à ce que supposerait son origine cométaire ; l'objet est classé comme astéroïde de type B car il est composé de matière sombre. Depuis sa découverte, plusieurs autres objets présentant des caractéristiques cométaires et astéroïdales mixtes ont été découverts, tels que (7968) Elst-Pizarro.

## Queue de poussières et pluie de météores
Peu de temps après sa découverte, Fred Whipple a observé que les éléments orbitaux de 1983 TB reportés dans l'IAUC 3879 coïncidaient avec les éléments orbitaux moyens de 19 météores photographiés avec les caméras super-Schmidt et issus des Géminides. En d'autres termes, Phaéton est le corps parent longtemps recherché des Géminides, la pluie de météores annuelle de la mi-décembre.
Début novembre 2018, la sonde solaire Parker, plus précisément sa caméra WISPR, photographie la queue de poussières le long de l'orbite de l'astéroïde. La longueur de cette queue est estimée à plus de 22 millions de kilomètres, pour une masse totale d'un milliard de tonnes tout le long de l'orbite de l'astéroïde. Cette masse, moindre que celle estimée de l'essaim des Géminides mais bien supérieure à ce que l'activité de l'astéroïde près du Soleil peut produire, laisse penser que cette queue constitue bien une partie de l'essaim des Géminides. Elle aurait été créée par un évènement catastrophique il y a plusieurs milliers d'années.

## Passages rapprochés
Phaéton s'est approché à 0.120895 UA (18 085 600 km) de la Terre le 10 décembre 2007, et a été détecté par radar à Arecibo. Quand Phaéton est parvenu à son périhélie en juillet 2009, on a réalisé qu'il était plus lumineux que prévu,. Durant son approche, le télescope spatial STEREO-A a détecté un éclaircissement inattendu, grossièrement d'un facteur d'un pour deux.

### Approche de 2010

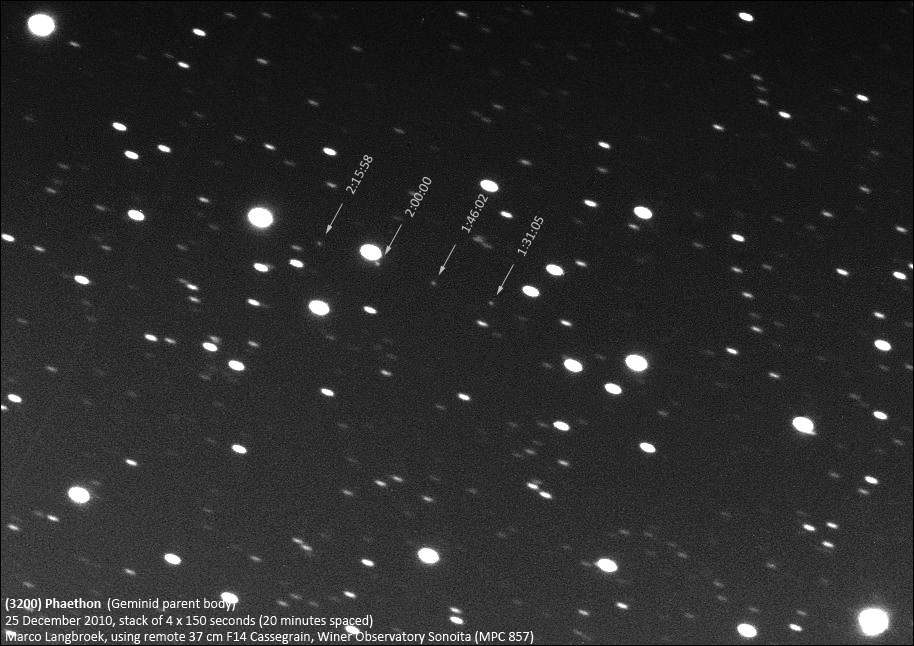
Phaéton photographié le 25 décembre 2010 avec le télescope C44 de 37 cm de l'observatoire Winer, Sonoita (MPC 857) de Marco Langbroek.

### Approche de 2017
Le 16 décembre 2017, à 23h00 TU, Phaéton est passé à 0,06893173 UA (10 312 040 km, 6 407 605 mi) de la Terre (27 distances lunaires). La distance d'approche à la Terre était connue avec une précision selon la règle des 3-sigma de ± 40 km. Cette occasion a été la meilleure à ce jour (fin 2017) pour effectuer des observations radar depuis les sites de Goldstone et d'Arecibo. Les résolutions ont été aussi fines que 75 m/pixel pour le site de Goldstone et de 15 m/pixel pour celui d'Arecibo.
L'astéroïde était assez brillant pour pouvoir être vu par de petits télescopes, culminant à la magnitude 10,8 entre le 13 et le 15 décembre, dépassant même légèrement la magnitude 11 le 16 décembre au point de l'orbite le plus rapproché.
Il faudra attendre le 14 décembre 2093 pour pouvoir observer l'objet à une distance encore plus proche de la Terre, à cette date le petit corps passera à 0,01981 UA (2 964 000 km),.
Le site d'Arecibo a réalisé des observations de Phaéton du 15 au 19 décembre 2017 à la distance la plus rapprochée.

## Occultation d'étoiles
Le 29 juillet 2019, une occultation de l'étoile HIP 24973 (magnitude 7,3) par Phaéton (magnitude 16,4) fut visible depuis l'Amérique du Nord.

## Galerie

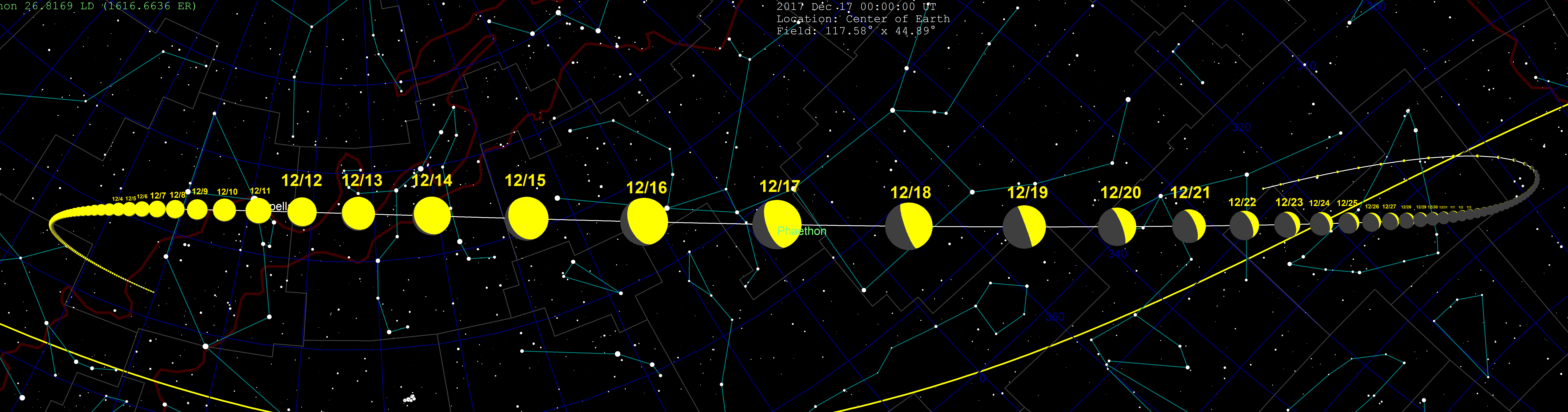
Trajectoire de 3200 Phaéton dans le ciel en décembre 2017.
(3200) Phaéton observé par le radiotélescope d'Arecibo le 17 décembre 2017.
Prises de vue à travers un télescope à Riga, en Lettonie (10 décembre 2017).
À la vitesse angulaire maximale - 15 décembre 2017: 18:47:13 - 19:24:50 UTC.